# Shuikou (köping i Kina, Sichuan)
Shuikou (kinesiska: 水口镇, 水口) är en köping i Kina. Den ligger i provinsen Sichuan, i den sydvästra delen av landet, omkring 380 kilometer sydost om provinshuvudstaden Chengdu.
Genomsnittlig årsnederbörd är 1 190 millimeter. Den regnigaste månaden är maj, med i genomsnitt 204 mm nederbörd, och den torraste är januari, med 20 mm nederbörd.